# MY 2
MY 2 je český film z roku 2014 s podtitulem „Lovestory pro 21. století“ či „Nikdy nevíte, co vám noc přinese“. Natočila jej režisérka jugoslávského původu Slobodanka Radun jako svůj celovečerní filmový debut, podle scénáře, na němž spolupracovala se spisovatelkou Radkou Denemarkovou. Vznikl v koprodukci studia Bionaut Films, České televize a režisérky Slobodanky Radun, s finanční podporou Státního fondu kinematografie. Úvodní píseň „All of This“ v produkci Jana P. Muchowa nazpívala dcera Lenky Filipové, písničkářka vystupující pod jménem Lenny. Česká televize film odvysílala poprvé 29. listopadu 2015.

## Děj
Film je komorním příběhem o vztahu dvou nesourodých lidí. Třicátnice Ema utíká od svého despotického manžela ke svému kadeřníkovi Tonymu a navazuje s ním zprvu kamarádský vztah. Tony je však gay a náklonnost k plnohodnotnému vztahu nestačí. Do toho vstupují také Emini rodiče, kterým se její soužití s Tonym nelíbí.

## Postavy a obsazení
| Jana Plodková        | Ema           |
| Ondřej Nosálek       | Tony          |
| Luděk Sobota         | otec Emy      |
| Milena Steinmasslová | matka Emy     |
| Václav Havelka       | Robin         |
| Adam Mišík           | mladík        |
| Jiří Vyorálek        | manžel Emy    |
| Ivan Lupták          | Petr          |
| Ondřej Malý          | řemeslník     |
| Johanna Tesařová     | sousedka      |
| Marek Němec          | sousedčin syn |
| Blanka Popková       | matka Tonyho  |
| Jana Hubinská        | taxikářka     |

## Přijetí
| „                                                    | [Film] působí jako mix francouzské salonní školy se školním cvičením. (…) Vztah žen a gayů představuje zajímavý motiv, ale v pojetí filmu MY 2 z něj crčí papírová nuda proudem. Většina postav v sobě nosí méně života než mobily, které tu zastávají podobně klíčovou úlohu jako v loňské Rozkoši; oba filmy spojuje také Jana Plodková v hlavní roli a obrazová hra s neonovým tepem města, přecházející v manýru. (…) [K]amera a střih zařizují snímku po deseti procentech výsledné známky coby malé ostrůvky profesionality uprostřed moře neobratnosti. Třetí desítku si připisuje Ondřej Nosálek, vzácný nositel zdravé přirozenosti, jehož projev se drží v bezpečné vzdálenosti od zjemnělých karikatur gayů. | “ |
| — Mirka Spáčilová, iDNES.cz 19. listopadu 2014: 30 % | |   |

| „                                                     | Jana Plodková [zahrála]velmi citlivě křehkou porcelánovou panenku, která jako by do tohoto nepřátelského světa nepatřila. (…) Ondřej Nosálek se „filmovému" gayovi přiblížil jen ve chvílích, kdy se jednalo o vtip, a jindy zůstal zcela přirozeným, což byla příjemná změna. (…) Stejně jak citlivě je napsaný scénář a jednotlivé postavy jsou precizně zahrané, stejně kvalitní je kamera Jiřího Málka. | “ |
| — Tereza Kurfiřtová, EuroZprávy.cz 20. listopadu 2014 | |   |

| „                                                   | [V]znikla dosti hloupá, neobratně vystavěná a hlavně naprosto zbytečná historka, v níž homo-heterosexualita neslouží k ničemu jinému než právě k těm několika fórkům na téma (ne)porozumění. Výsledné zjištění, že žena a gay mohou být přátelé, ale dost těžko partneři, je zřejmé i bez ní. (…) Režisérka obsadila hlavní hrdinku standardně unylou Janou Plodkovou, která střídavě hledí, trpí, pronáší pseudomoudra, raduje se nebo zuří, a hlavně ji nikdo nechápe. (…) Ondřej Nosálek hraje homosexuála Tonyho s docela okouzlujícím půvabem, bez laciné karikatury a s uvěřitelnou, zábavně podanou nechutí k tomu, jak mu Ema převrací naruby jeho zaběhlé domácí rituály. | “ |
| — Věra Míšková, Novinky.cz 20. listopadu 2014: 35 % | |   |

| „                                                         | Sveřepé lpění na formě a tvorbě poetických nálad (…) značně odnáší obsah, příběhově i logicky, a to způsobem, který si nezaslouží ani zasněné městské imprese o lásce. Přesto má tahle míchanice dámského romantického vzdychání a sociálně-psychologické frašky pořád i nějaké zbraně připravené ke střelbě. Především v herecké složce snímku se pak jedná o kanóny silného kalibru. (…) [Ondřej Nosálek] drží film doslova nad vodou a vytlačuje ho směrem k diváckému zážitku. Zatímco postava Emy je sice životná, ale tak trochu nesmyslná hrdinka, (…) Tony je dokonalý živel. Filmově jinak neznámý Nosálek mu dal úžasnou fazónu chlapíka, kterého si nelze neoblíbit, což dokázal, aniž se musel uchýlit k laciným podbízivým kreacím a ke karikování minority. | “ |
| — Daniel Storch, Kulturissimo.cz 21. listopadu 2014: 65 % | |   |

| „                                                          | MY 2 je film, ve kterém vynikne jazyk Radky Denemarkové a schopnost Slobodanky Radun vytvořit postavy tady a teď. Ema přijde do neznámého lidského prostoru a my se s ním seznamujeme zároveň s ní. Režisérka nefigurkaří, charaktery modeluje přímo před námi. Je to jiný film, než se tu běžně dělají, a stojí za to se jím emocionálně a racionálně zabývat. Je to dobře odvedená práce a tvorba. | “ |
| — Jan Šícha, Salon (příloha deníku Právo) 4. prosince 2014 | |   |

## Ocenění a festivaly
Ondřej Nosálek byl nominován na cenu za nejlepší mužský herecký výkon na Cenách české filmové kritiky i na Českém lvu, ale nominace neproměnil.
Snímek byl v červenci 2015 uveden na Mezinárodním filmovém festivalu Karlovy Vary v nesoutěžní sekci českých filmových novinek za účasti režisérky a dalších hostů.

## Kniha
U příležitosti filmové premiéry vyšel v nakladatelství Mladá fronta stejnojmenný příběh i knižně. I když je psán filmovým jazykem, nejedná se o běžné vydání pouhého scénáře k filmu, nýbrž svébytnou knihu. Její křest proběhl za účasti dvojice hlavních představitelů, scenáristky (a autorky knihy) Radky Denemarkové i režisérky filmu.